# 江苏省人民代表大会
江苏省人民代表大会，简称江苏省人大，是中华人民共和国江苏省的地方国家权力机关。其常设机构为江苏省人民代表大会常务委员会。